# چافی (میزوری)
چافی (به انگلیسی: Chaffee) یک شهر در ایالات متحده آمریکا است که در شهرستان اسکات، میزوری واقع شده‌است. چافی ۴٫۷۹ کیلومتر مربع مساحت و ۲٬۹۵۵ نفر جمعیت دارد و ۱۰۵ متر بالاتر از سطح دریا قرار دارد.